# ۴۹۶ (خورشیدی)
۴۹۶ چهارصد و نود و ششمین سال هجری خورشیدی است.